# Admiraal de Ruyterziekenhuis
Het Admiraal de Ruyterziekenhuis (Adrz) is een regionaal ziekenhuis dat op meerdere locaties in een deel van de provincie Zeeland zorg aanbiedt. De locatie in Goes heeft een afdeling Spoedeisende Hulp en richt zich op de meer acute en intensieve zorg. Hier zijn ook de stafdiensten ondergebracht. De locatie in Vlissingen doet de planbare en poliklinische ingrepen met een lager medisch risico.
Het ziekenhuis is vernoemd naar Michiel de Ruyter, die in Vlissingen werd geboren en de Admiraliteit van Zeeland diende.

## Geschiedenis
Het Adrz is voortgekomen uit de Stichting Oosterscheldeziekenhuizen (voorheen ziekenhuis ‘De Bevelanden’ in Goes en het Zweeds Rode Kruis Ziekenhuis in Zierikzee), Stichting Ziekenhuis Walcheren en Stichting ServiZZ en bestaat sinds 1 januari 2010. Op 21 april 2017 heeft de Autoriteit Consument & Markt ingestemd met de overname van het Adrz door het Erasmus MC waarbij het Adrz wel een volledig zelfstandige entiteit blijft onder de paraplu van Erasmus MC. Eind 2016 gaf de Nederlandse Zorgautoriteit al goedkeuring. Specialisten van Adrz en Erasmus MC gaan samen zorgpaden en protocollen vaststellen om te zorgen voor gewaarborgde en veilige zorg. De Raad van Toezicht van het Adrz wordt vervangen door een Raad van Commissarissen.

## Verzorgingsgebied en locaties
Het verzorgingsgebied van het Adrz telt ongeveer 250.000 inwoners en omvat de gemeenten in de omgeving van Goes, Zierikzee en Vlissingen. Er zijn patiëntenlocaties in Goes, Vlissingen en Zierikzee. Daarnaast is er een pathologisch-anatomisch laboratorium in Terneuzen.
Het Adrz kent een deelneming: Scheldezoom Farmacie, een apotheekorganisatie, is eigendom voor 50% (de andere 50% is in handen van het ZorgSaam Ziekenhuis in Zeeuws-Vlaanderen). ZeelandCare was voorheen een deelneming als zelfstandig behandelcentrum (ZBC), en was eigendom voor 49% (51% is via Zorg Invest Zeeland eigendom van Henk van Koeveringe). Per 1 maart 2017 is deze deelneming echter stop gezet.